# مارتن غروف برومباف
مارتن غروف برومباف هو سياسي أمريكي، ولد في 14 أبريل 1862 في مقاطعة هنتينغدون في الولايات المتحدة، وتوفي في 14 مارس 1930 في بينهورست في الولايات المتحدة. نشط حزبياً في الحزب الجمهوري. وقد انتخب حاكم ولاية بنسلفانيا ‏ (19 يناير 1915 – 21 يناير 1919).